# 塞尔韦马尔科内
塞尔韦马尔科内（義大利語：Selve Marcone），曾是意大利比耶拉省的一个市镇。总面积2平方公里，人口101人，人口密度50.5人/平方公里（2009年）。ISTAT代码为096061。
2017年1月1日，塞尔韦马尔科内合并至佩蒂嫩戈市镇。